# ホセ・カルロス・ラミレス
ホセ・カルロス・ラミレス（José Carlos Ramírez、1992年8月12日 - ）は、アメリカ合衆国のプロボクサー。カリフォルニア州キングス郡アベナル出身。元WBC・WBO世界スーパーライト級統一王者。

## 来歴

### アマチュア時代
2011年9月、バクーで行われた世界ボクシング選手権にライト級(60kg)で出場し、2回戦でワシル・ロマチェンコに敗退した。
2012年、イギリスのロンドンで開催されたロンドンオリンピックにライト級(60kg)で出場し、2回戦で敗退した。

### プロ時代
2012年12月8日、MGMグランド・ガーデン・アリーナで行われたマニー・パッキャオvsファン・マヌエル・マルケス第4戦の前座でデビュー戦を行い、初回2分5秒TKO勝ちを収め白星発進をした。
2014年10月25日、デビッド・ロデラとNABF北米ウェルター級ジュニア王座決定戦を行い、初回50秒KO勝ちを収め王座獲得に成功した。
2015年5月9日、フレズノのセランド・アリーナでロバート・フランケルと対戦し、5回KO勝ちを収めNABF北米ジュニア王座の初防衛に成功した。
2015年7月18日、マカオのザ・ベネチアン・マカオ内にあるコタイ・アリーナで吉田龍生と対戦し、吉田が3回終了時に棄権した為TKO勝ちを収めた。
2015年12月5日、フレズノのセーブマート・センターでジョニー・ガルシアとWBCアメリカ大陸スーパーライト級王座決定戦を行い、8回3-0の判定勝ちを収め王座獲得に成功した。
2016年4月9日、MGMグランド・ガーデン・アリーナでマヌエル・ペレスと対戦し、10回3-0（97-93、98-92、99-91）の判定勝ちを収めWBCアメリカ大陸王座の初防衛に成功した。
2016年7月9日、カリフォルニア州リムーアのタチ・パレス・ホテル・アンド・カジノでトマス・メンデスと対戦し、4回終了後に主審が試合終了を宣告したためTKO勝ちを収めWBCアメリカ大陸王座の2度目の防衛に成功した。
2016年12月2日、フレズノのセーブマート・センターでイソーフ・キンダと対戦し、6回58秒TKO勝ちを収めWBCアメリカ大陸王座の3度目の防衛に成功した。
2017年11月11日、フレズノのセーブマート・センターでマイク・リードと対戦し、2回1分43秒KO勝ちを収めWBCアメリカ大陸王座の4度目の防衛に成功した。
2018年3月17日、フールー・シアターでテレンス・クロフォードの王座返上に伴いWBC世界スーパーライト級1位のアミール・イマムとWBC世界同級王座決定戦を行い、12回3-0（120-108、117-111、115-113）の判定勝ちを収め王座獲得に成功した。この試合を最後にトレーナーをフレディ・ローチからロベルト・ガルシアに変更した。また、この試合はWBCが認定した世界タイトルマッチの2000試合目として行われた。
2018年7月7日、ダーニー・オコーナーとの防衛戦が決まっていたが、オコーナーが試合前日の6日に減量苦から脱水症状になり病院に運ばれ試合中止になった。
2018年9月14日、フレズノのセーブマート・センターでアントニオ・オロスコと対戦し、12回判定勝ちを収め、初防衛に成功した。
2019年2月10日、フレズノのセーブマート・センターでホセ・ゼペダと対戦し、12回判定勝ちを収め、2度目の防衛に成功した。
2019年7月27日、アーリントンのカレッジパーク・センターでWBO世界スーパーライト級王者のモーリス・フッカーと王座統一戦を行い、6回1分48秒TKO勝ちを収め、WBC王座の3度目の防衛に成功しWBO王座も獲得、王座統一に成功した。
2020年2月1日、中国海口市のミッション・ヒルズ・リゾート海口でビクトル・ポストルと防衛戦で対戦することが決定していたが、中国で猛威を奮っていた新型コロナウイルスの影響で試合が延期された。
2020年5月9日、フレズノでビクトル・ポストルと仕切り直しの防衛戦を行うことが決まっていたが新型コロナウイルスの影響で2度目の試合延期になった。
2020年8月29日、ラスベガスのMGMグランド内ザ・バブルでビクトル・ポストルと2度目の仕切り直しで対戦し、12回僅差の判定勝ちを収めWBC王座は4度目、WBO王座は初防衛に成功した。
2021年5月22日、ヴァージン・シアターでWBAスーパー・IBF世界スーパーライト級王者ジョシュ・テイラーと対戦し、12回0-3(112-114×2)の判定負けを喫しWBC王座は5度目、WBO王座の2度目の防衛に失敗、王座から陥落した。
2022年10月、WBCからWBC世界スーパーライト級王座決定戦を同級2位のホセ・セペダと行うよう指令されるが、ラミラスは試合のスケジュールが自身の結婚式と重なるため出場を辞退した。
2022年12月、WBCからWBC世界スーパーライト級王者レジス・プログレイスとの指名試合を指令されるが、ラミレスは王者65％、挑戦者35％の報酬分配を不服として、この試合を拒否した。
2024年1月6日、ラミレスがプロデビューから所属していたトップランクを離脱してゴールデンボーイ・プロモーションズと契約したことが発表された。
2024年11月16日、リヤドのザ・ヴィニューでリヤド・シーズン「ラティーノ・ナイト」のヒルベルト・ラミレス対クリス・ビラム＝スミスの前座としてWBO世界スーパーライト級1位のアーノルド・バルボサ・ジュニアと対戦するも、10回0-3（93-97、94-96×2）判定負けを喫した。当初はWBO世界同級挑戦者決定戦として行われる予定だったが、バルボサ・ジュニア側がタイトルマッチの見通しがない挑戦者決定戦に反対したためノンタイトル戦として行われることとなり、WBO会長のグスタボ・オリビエリはボクシングシーンの取材に対し「決して挑戦者決定戦として指令されたり認可されたりしたことはない」「彼らは単に自主的に10ラウンドの試合を実施しただけだ」と語った。

## 獲得タイトル
- NABF北米ウェルター級ジュニア王座
- WBCアメリカ大陸スーパーライト級王座
- WBC世界スーパーライト級王座（防衛4）
- WBO世界スーパーライト級王座 (防衛1)